# Station Lubań Śląski
Station Lubań Śląski is een spoorwegstation in de Poolse plaats Lubań.